# Mosquée Hassan II (Libreville)
Ne pas confondre avec la Mosquée Hassan-II de Casablanca, au Maroc.
La mosquée Hassan II est une mosquée située à Libreville, capitale du Gabon. Inaugurée en 1983 et nommée en l'honneur d'Hassan II, ancien roi du Maroc, elle a été érigée pour symboliser l'amitié entre le Maroc et le Gabon.

## Historique
La construction de la mosquée débute en 1978. Elle est située au centre de la capitale gabonaise, Libreville, juste en face du palais présidentiel. Le but est alors de créer un monument symbolisant l'amitié entre le Maroc et le Gabon. Bien qu'étant une religion minoritaire dans ce pays à majorité chrétienne, l'islam y est alors la deuxième religion monothéiste pratiquée, et le président gabonais, Omar Bongo, s'y est converti en 1973.
Nommée en l'honneur d'Hassan II, alors roi du Maroc, elle est inaugurée le 11 février 1983 en présence d'Omar Bongo et de Moulay El Hassan ben Al Mehdi, représentant du roi marocain.
Le président gabonais y devient un fervent fidèle, participant régulièrement à la prière du vendredi et aux prières de l'Aïd.

## Architecture
La mosquée Hassan II occupe une superficie d'environ 1,5 ha. Son minaret atteint 40 m de haut. Sa salle de prière, pouvant accueillir jusqu'à 5 000 fidèles, occupe une surface de 3 500 m2. Elle est également dotée d'une salle réservée aux femmes et d'une salle pour les ablutions.
Des artisans marocains ont participé à sa décoration, s'inspirant du style arabo-musulman. Des plâtres en bois (zellij beldi) ont ainsi été installés le long des murs, ornés de mosaïques colorées de style traditionnel.

## Relations avec le Maroc
Construite pour symboliser l'amitié entre les deux pays, la mosquée et ses fidèles continuent d'entretenir des liens forts avec le Maroc :
- Lors du séisme de 2023 ayant provoqué des milliers de morts au Maroc, la mosquée Hassan II consacre la prière du vendredi suivant aux victimes de la catastrophe[2]
- En mars 2024, à l'occasion des commémorations de la disparition du roi Mohammed V, le Maroc fait don d'exemplaires du Coran à la mosquée Hassan II de Libreville[3]